# Ставрополь (гора)
Пик Ста́врополь — вершина горного узла западной части главного хребта Большого Кавказа. Высота над уровнем моря — 3251 м.
Находится на границе Краснодарского края и Карачаево-Черкесской Республики на территории Кавказского государственного природного биосферного заповедника.
Расположен в Имеретинском ущелье и возвышается над озером Безмолвия и Имеретинскими водопадами.
Бывшее «народное» название вершины — пик Туманный или пик Туманного Альбиона.
Новое название вершине присвоено в рамках реализация эко-географического проекта и спортивно-экологической экспедиции «Пик Ставрополь». Экспедиция была приурочена к очередной годовщине города Ставрополь и проведена в августе 2008 года в горах Западного Кавказа.